# Big-Four-Klasse
Die Big-Four-Klasse, häufig auch nur als Big Four (Die großen vier) bezeichnet, war eine Baureihe von vier zwischen 1901 und 1907 fertiggestellte Transatlantiklinern der britischen Reederei White Star Line: Celtic, Cedric, Baltic und Adriatic. Sie gehörten zu den größten und luxuriösesten Passagierschiffen ihrer Zeit und blieben mehr als ein Vierteljahrhundert für die White Star Line im Einsatz. Die Celtic wurde 1928 nach einer Havarie aufgegeben, ihre Schwesterschiffe blieben noch bis in die 1930er Jahre im Einsatz und wurden anschließend abgewrackt.

## Planung und Bau
Die erste Einheit der Big Four, die Celtic, wurde im September 1898 von Thomas Ismay in Auftrag gegeben. Es war das letzte vom Gründer der White Star Line georderte Schiff vor seinem Tod im November 1899. Die Celtic ersetzte ursprüngliche Pläne der Reederei, die ein Schwesterschiff der Oceanic mit dem Namen Olympic vorsahen und nach Ismays Tod verworfen wurden. Den Namen Olympic erhielt Jahre später das Typschiff der Olympic-Klasse.
Die Celtic entstand – wie für die White Star Line üblich – in der Werft von Harland & Wolff in Belfast, wo später auch die drei weiteren Einheiten der Big Four entstanden. Sie wurde am 22. März 1899 auf Kiel gelegt und lief am 4. April 1901 vom Stapel. Sie war das erste Schiff, das die bereits mehr als ein Jahrzehnt zuvor abgewrackte Great Eastern in ihrer Tonnage übertraf. Die Celtic brach am 26. Juli 1901 zu ihrer Jungfernfahrt nach New York auf und war bei Indienststellung das größte Schiff der Welt. 
Im Februar 1903 folgte die geringfügig größere Cedric als zweite Einheit der Klasse. Während des Baus der dritten Einheit, der Baltic, entschied sich die White Star Line zu einer Verlängerung des Schiffes um etwa 13 Meter. Die im Juni 1904 fertiggestellte Baltic wurde so zum bis dato mit Abstand größten Schiff der Klasse. Als letzte Einheit der Big Four wurde 1903 die Adriatic auf Kiel gelegt. Ihr Bau dauerte insgesamt vier Jahre, weit länger als die restlichen Schiffe der Klasse. Die Adriatic stellte eine abermals modernisierte und leicht vergrößerte Version ihrer Vorgänger dar und war somit die größte Einheit der Big Four, aber dennoch anders als ihre Vorgänger nie das größte Schiff der Welt: Die weitaus größere Lusitania der konkurrierenden Cunard Line lief wenige Monate vor ihr vom Stapel. Am Tag des Stapellaufs der Adriatic erfolgte zudem auch der Stapellauf der noch größeren Mauretania.
Wie schon bei der Oceanic wurde auch bei den Schiffen der Big-Four-Klasse der Fokus auf Luxus und Komfort anstatt auf Geschwindigkeit gelegt.

### Fotografien vom Bau der Schiffe
Alle Fotografien stammen vom Werksfotografen von Harland & Wolff, Robert John Welch (1859–1936).

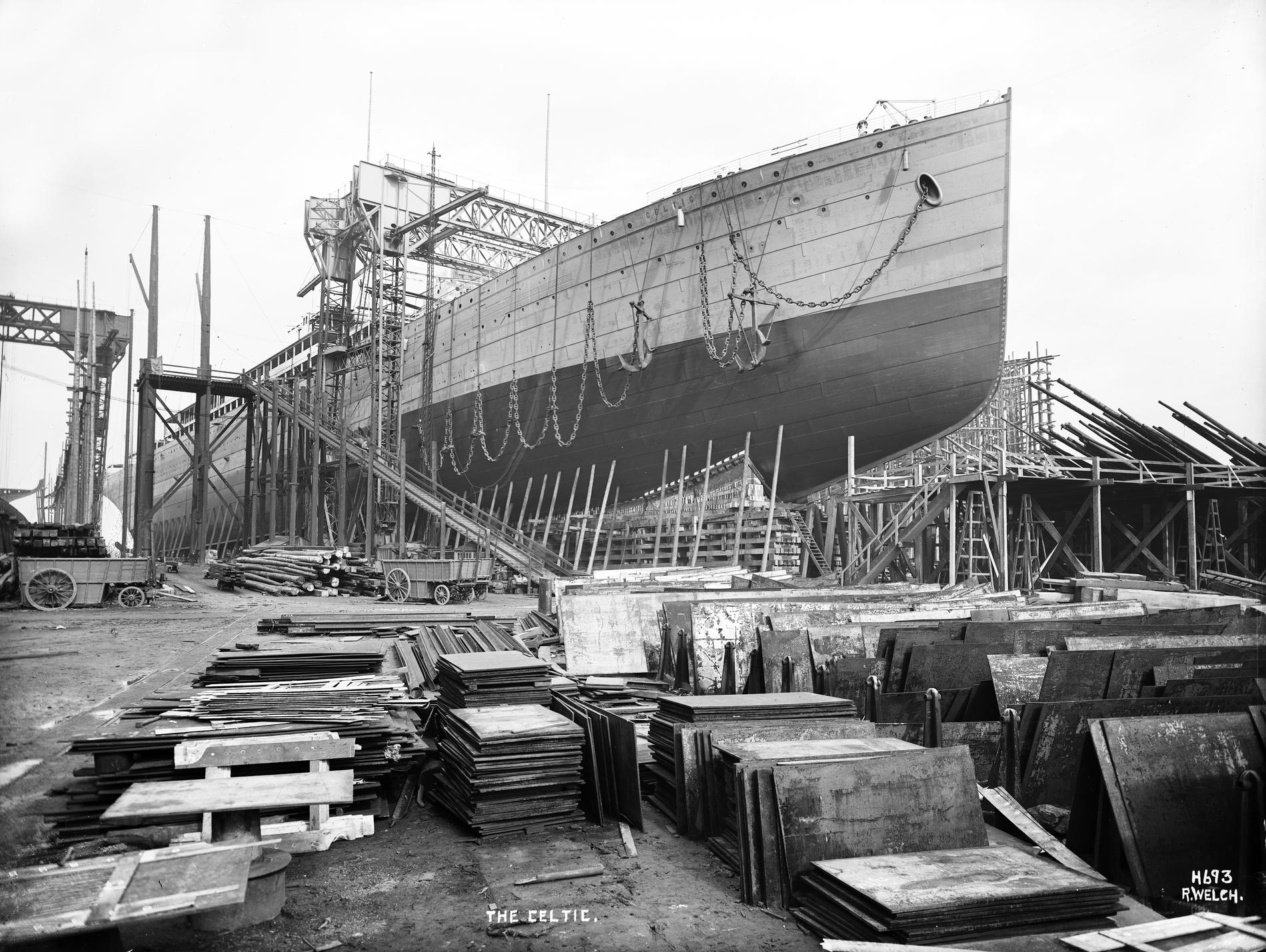
Bau der Celtic im April 1901
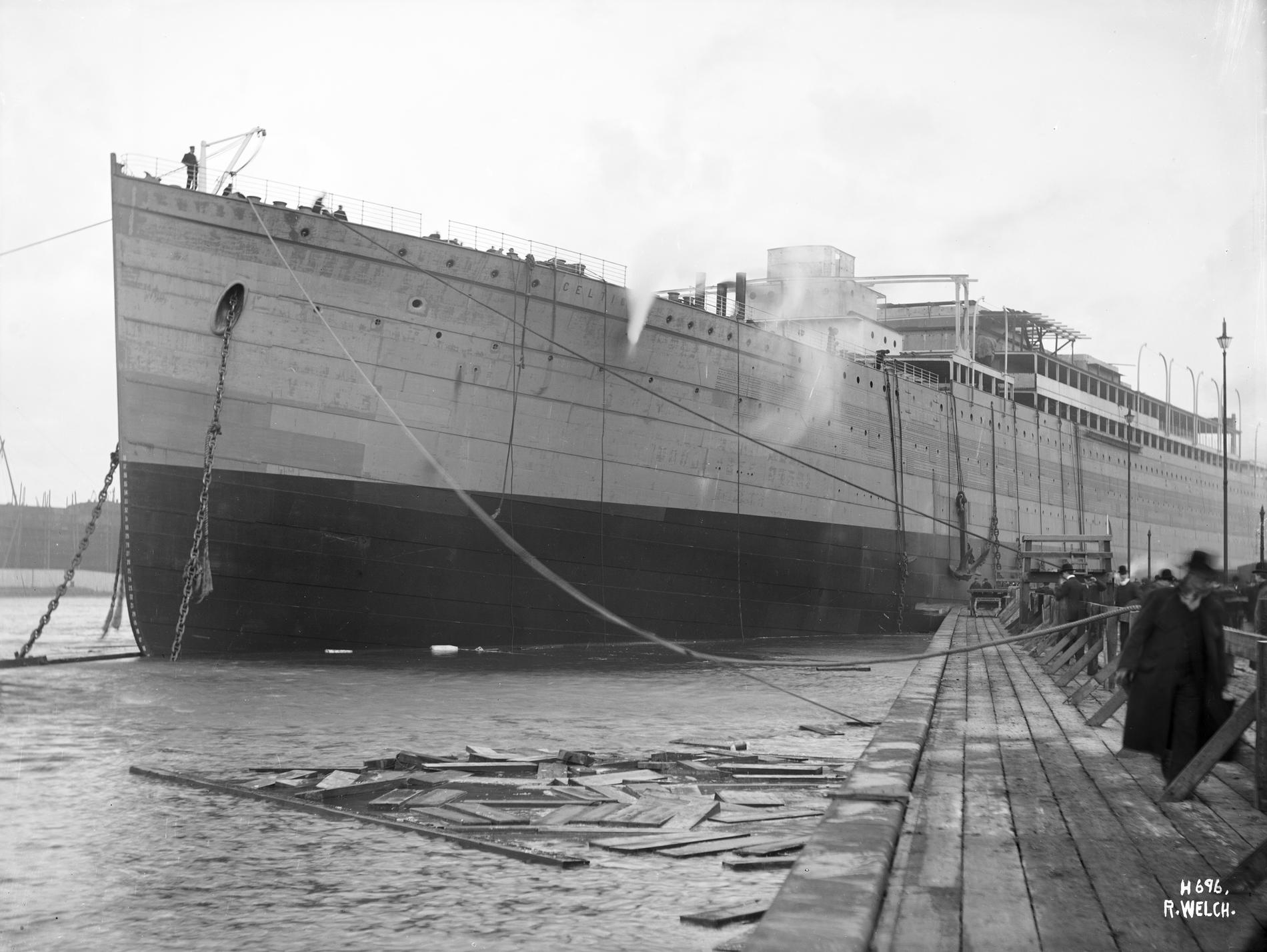
Die Celtic kurz nach ihrem Stapellauf im April 1901
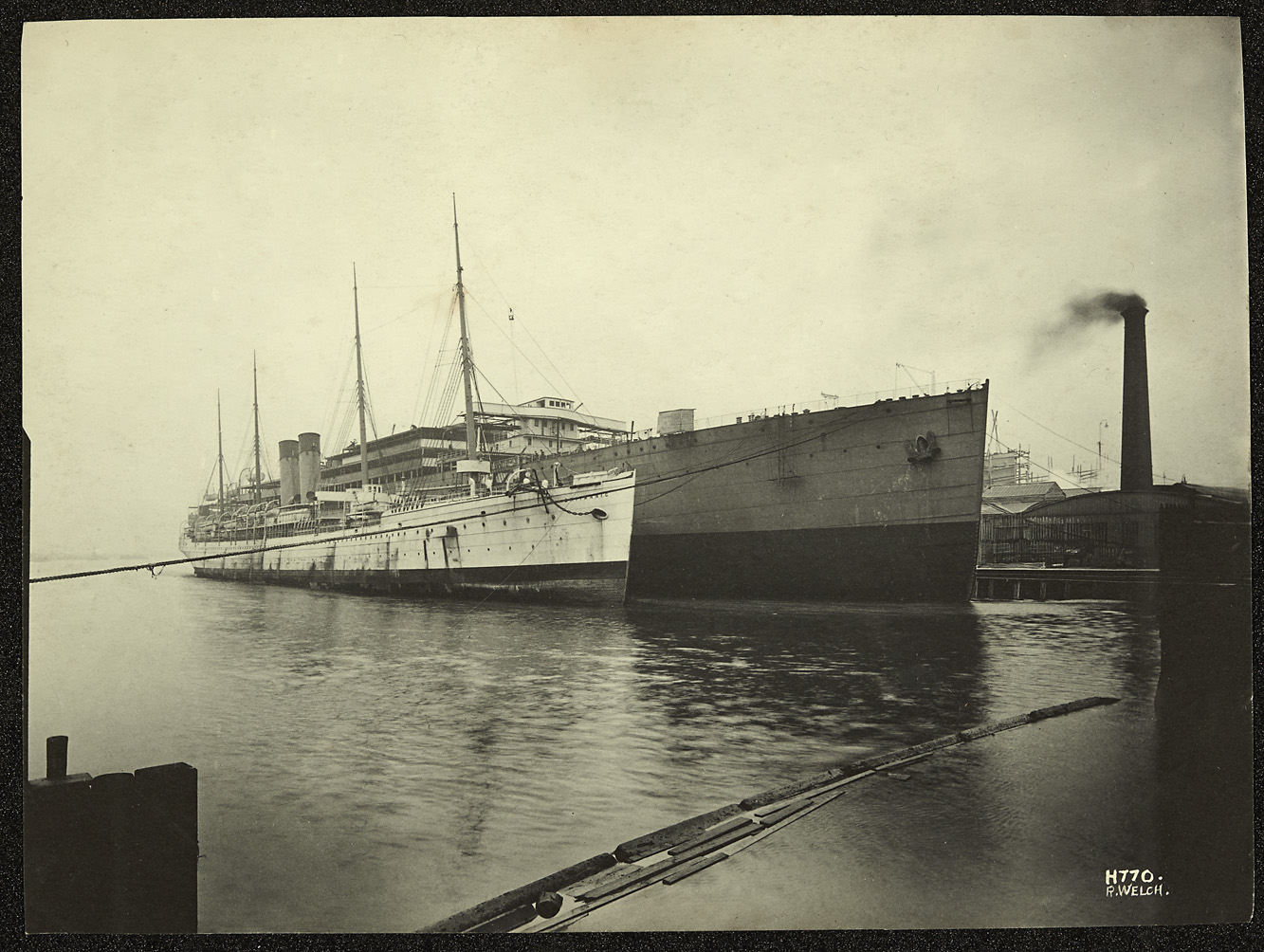
Die Cedric am Ausrüstungsdock, neben ihr die alte Britannic kurz vor ihrem Abbruch
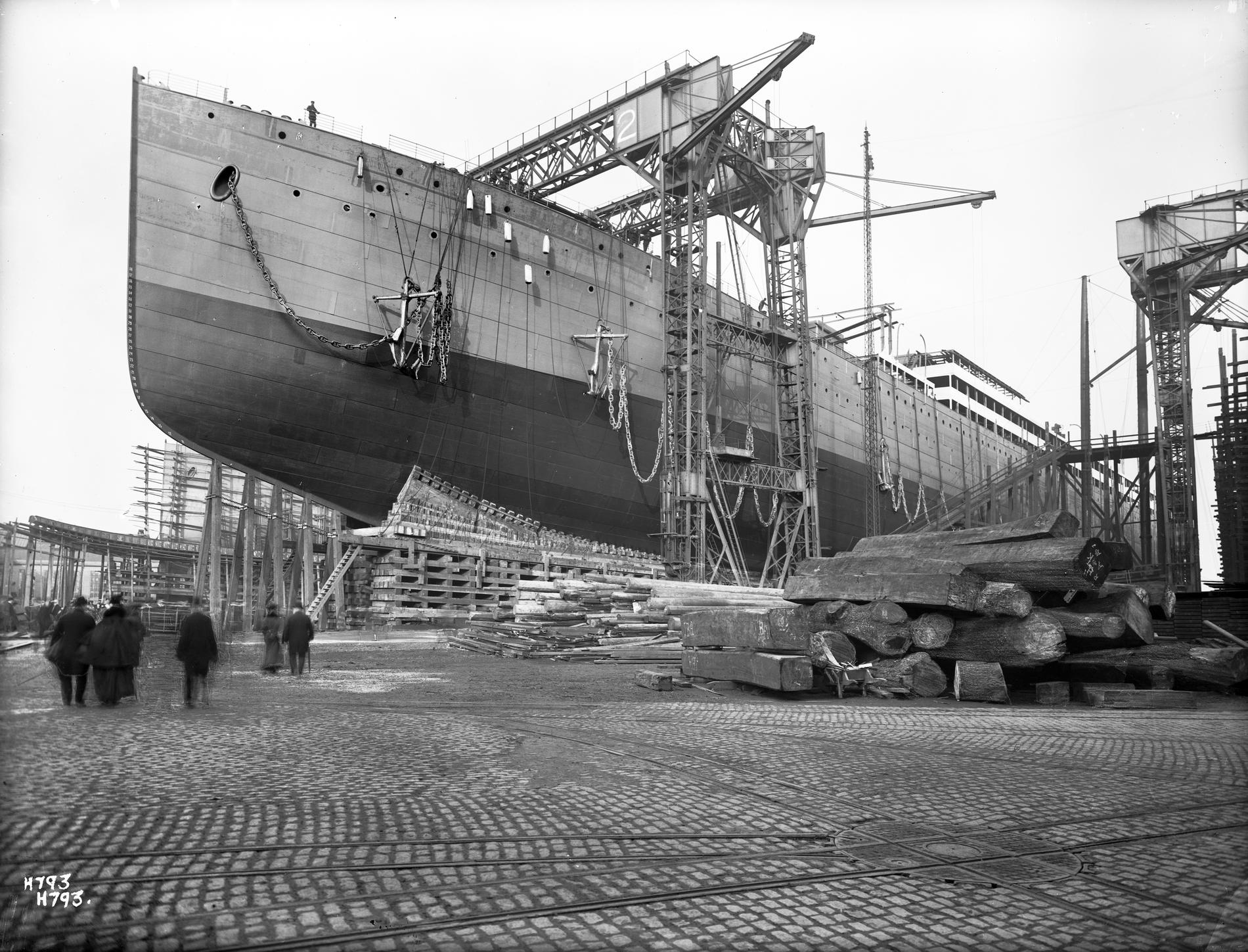
Bau der Baltic im November 1903

## Dienstzeit
Im Verlauf ihrer langen Dienstzeit waren die Schiffe der Big-Four-Klasse mehrfach in Unfälle wie Kollisionen verwickelt, die aber zumeist glimpflich verliefen und nur geringen Schaden verursachten. Zudem beteiligten sich die Schiffe auch an mehreren Rettungsaktionen: So evakuierte die Baltic 1909 die Überlebenden des nach einer Kollision gesunkenen White-Star-Liners Republic. Im April 1912 gehörte sie zudem zu jenen Schiffen, die ihre Flottenschwester Titanic auf deren Jungfernfahrt vor Eisbergen warnten. Beim Untergang der Titanic empfing die Baltic deren Notrufe, war jedoch für eine Rettungsaktion zu weit entfernt.
Alle vier Schiffe der Big Four überstanden den Ersten Weltkrieg und blieben allesamt mehr als ein Vierteljahrhundert für die White Star Line im Einsatz. Am 10. Dezember 1928 lief die Celtic vor Cobh auf Grund und musste aufgegeben werden. Bis 1933 erfolgte der Abbruch des Wracks vor Ort. Ihre Schwesterschiffe blieben noch länger im Dienst: Die Cedric wurde 1931 ausgemustert und 1932 abgewrackt, die Baltic 1932 ausgemustert und 1933 abgewrackt. Die Adriatic überlebte selbst die White Star Line, die nach finanziellen Problemen 1934 mit der Cunard Line zur Cunard-White Star Line fusionierte. Das 27 Jahre alte Schiff wurde daraufhin noch kurzzeitig für Kreuzfahrten eingesetzt, im August 1934 als letzte der Big Four ausgemustert und 1935 abgewrackt.

## Übersicht der Einheiten
| Celtic   | 335 | 4. April 1901 11. Juli 1901       | 20.904 BRT | 1928 vor Cobh auf Grund gelaufen, bis 1933 vor Ort abgewrackt                |
| Cedric   | 337 | 21. August 1902 31. Januar 1903   | 21.035 BRT | 1931 ausgemustert, 1932 in Inverkeithing abgewrackt                          |
| Baltic   | 352 | 21. November 1903 23. Juni 1904   | 23.876 BRT | 1932 ausgemustert, 1933 in Osaka abgewrackt                                  |
| Adriatic | 358 | 20. September 1906 25. April 1907 | 24.541 BRT | 1934 an Cunard-White Star Line, ausgemustert und 1935 in Onomichi abgewrackt |